# Guajará-Mirim
Guajará-Mirim este un oraș în Rondônia (RO), Brazilia.